# 科洛拉卡

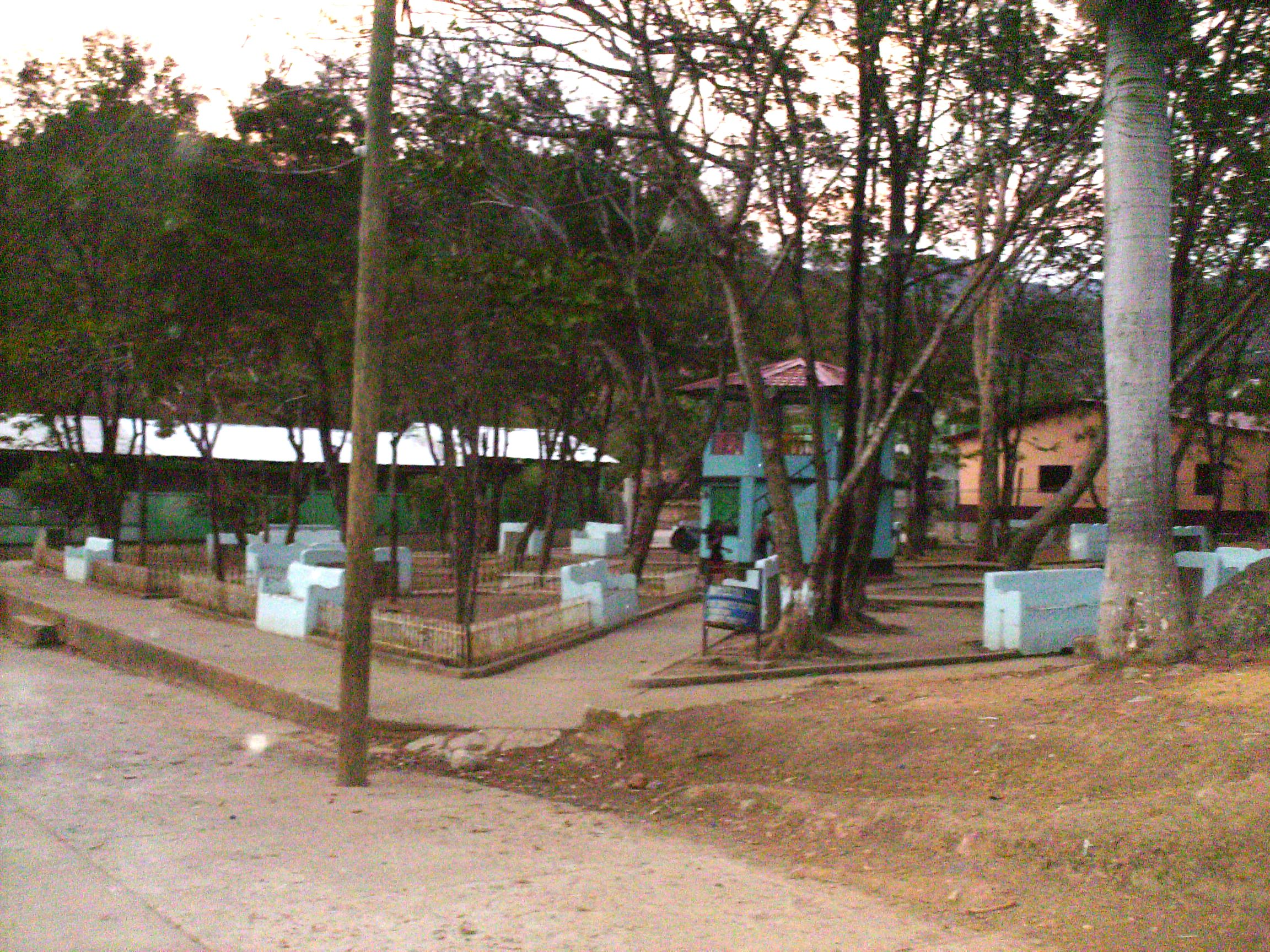

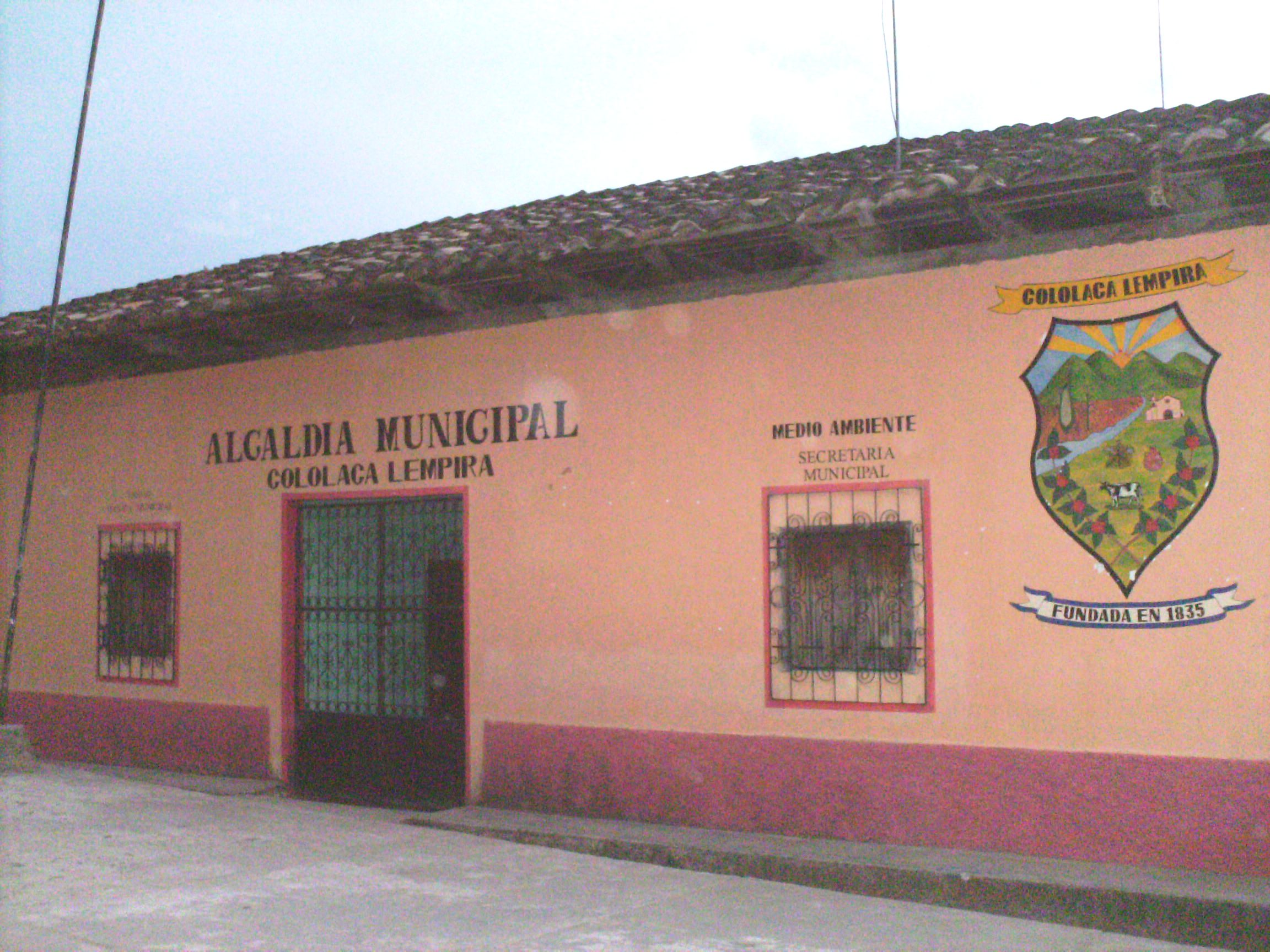

科洛拉卡（西班牙語：Cololaca），是洪都拉斯的城鎮，位於該國西南部，由倫皮拉省負責管轄，始建於1835年，面積224.4平方公里，海拔高度703米，2001年人口5,401，人口密度每平方公里24.07人。
14°18′N 88°53′W / 14.300°N 88.883°W